# Programas de música da Coreia do Sul
Os programas de música da Coreia do Sul são transmitidos semanalmente, com diferentes artistas se apresentando nos programas para promover sua música.
As maiores emissoras de transmissão da Coreia do Sul têm seu próprio programa, transmitido em diferentes canais. Por exemplo: SBS tem o Inkigayo que é transmitido aos domingos, a KBS tem o Music Bank que é transmitido toda terça-feira, a MBC tem Show! Music Core, a Mnet tem o M Countdown entre outros...

## Programas
- KBS: Music Bank é exibido toda sexta-feira e é transmitido na KBS1, KBS2 e KBS World. Atualmente é apresentado por: Shin Ye-eun e Choi Bo-min[2]
- SBS: Inkigayo ou The Music Trend (anteriormente conhecido como SBS Popular Song) é exibido todo domingo e é transmitido na SBS. Atualmente é apresentado por: Minhyunk, Jaehyun e Lee Na-eun[3]
- MBC: Show! Music Core é exibido aos sábados e é transmitido na MBC. Atualmente é apresentado por: Kim Min-ju, Hyujin e Chani[4]
- Mnet: M Countdown vai ao ar na Mnet toda quinta-feira.
- SBS MTV:
- MBC Music:
- Airgang TV: